# Tharoiseau
Tharoiseau – miejscowość i gmina we Francji, w regionie Burgundia-Franche-Comté, w departamencie Yonne.
Według danych na rok 1990 gminę zamieszkiwało 78 osób, a gęstość zaludnienia wynosiła 23 osoby/km² (wśród 2044 gmin Burgundii Tharoiseau plasuje się na 832. miejscu pod względem liczby ludności, natomiast pod względem powierzchni na miejscu 1316.).